# Titularbistum Thala
Thala (ital.: Tala) ist ein Titularbistum der römisch-katholischen Kirche. Es geht zurück auf einen früheren Bischofssitz in der gleichnamigen antiken Stadt, die sich in der römischen Provinz Byzacena befand. Heute liegt Thala in Tunesien.
| Titularbischöfe von Thala |                                 |                                                                      |                   |                    |
| Nr.                       | Name                            | Amt                                                                  | von               | bis                |
| 1                         | John Collins SMA                | Apostolischer Vikar von Liberia (Liberia) Apostolischer Internuntius | 9. April 1934     | 3. März 1961       |
| 2                         | Jakob Weinbacher                | Weihbischof in Wien (Österreich)                                     | 4. Juni 1962      | 15. Juni 1985      |
| 3                         | John Patrick Crowley            | Weihbischof in Westminster (Großbritannien)                          | 31. Oktober 1986  | 3. November 1992   |
| 4                         | Michael Dallat                  | Weihbischof in Down und Connor (Irland)                              | 15. Dezember 1993 | 25. September 2000 |
| 5                         | Esteban Escudero Torres         | Weihbischof in Valencia (Spanien)                                    | 17. November 2000 | 9. Juli 2010       |
| 6                         | Vincent Long Van Nguyen OFMConv | Weihbischof in Melbourne (Australien)                                | 20. Mai 2011      | 5. Mai 2016        |
| 7                         | Richard James Umbers            | Weihbischof in Sydney (Australien)                                   | 24. Juni 2016     |                    |